# NGC 6997
NGC 6997 este o galaxie situată în constelația Lebăda. A fost descoperită în 24 octombrie 1786 de către William Herschel.